# Силвер-Сити (Нью-Мексико)
Силвер-Сити (англ. Silver City) — город на юго-западе США, административный центр округа Грант штата Нью-Мексико.
Население — 10 545 человек (перепись 2000).

## История
В долине, в которой сейчас расположен Силвер-Сити, ранее размещался лагерь апачей. С приходом испанцев поселение начало развиваться и стало известно как Сан-Висенте-де-ла-Сьенега.
Силвер-Сити был основан как шахтёрский город летом 1870 года, вскоре после открытия месторождений серебра. После того как в 1883 году в Силвер-Сити была проведена железная дорога, Джордж Херст построил здесь плавильную печь.

## Климат
| Показатель                                | Янв. | Фев. | Март | Апр. | Май  | Июнь | Июль | Авг. | Сен. | Окт. | Нояб. | Дек. | Год  |
| ----------------------------------------- | ---- | ---- | ---- | ---- | ---- | ---- | ---- | ---- | ---- | ---- | ----- | ---- | ---- |
| Средний максимум, °C                      | 9,5  | 11,6 | 15,8 | 20,3 | 24,7 | 29,9 | 28,9 | 27,6 | 25,1 | 20,3 | 14,5  | 9,2  | 19,8 |
| Средняя температура, °C                   | 2,6  | 4,4  | 8,3  | 12,8 | 17,6 | 23,2 | 22,8 | 21,5 | 18,9 | 13,7 | 7,7   | 2,6  | 13   |
| Средний минимум, °C                       | −2,6 | −1,1 | 1,6  | 5,4  | 10,1 | 15,6 | 16,7 | 15,4 | 12,8 | 7,7  | 2,1   | −2,2 | 6,8  |
| Норма осадков, мм                         | 35   | 35   | 23   | 12   | 11   | 18   | 73   | 64   | 43   | 31   | 29    | 40   | 414  |
| Источник: Western Regional Climate Center |      |      |      |      |      |      |      |      |      |      |       |      |      |

## Демография
По данным переписи населения 2000 года в Силвер-Сити проживало 10 545 человек, 2730 семей, насчитывалось 4227 домашних хозяйства и 4757 жилых дома. Средняя плотность населения составляла около 181,1 человек на один квадратный километр. Расовый состав Силвер-Сити по данным переписи распределился следующим образом: 71,72 % белых, 0,86 % — чёрных или афроамериканцев, 1,14 % — коренных американцев, 0,45 % — азиатов, 0,05 % — выходцев с тихоокеанских островов, 3,37 % — представителей смешанных рас, 22,42 % — других народностей. Испаноязычные составили 52,43 % от всех жителей.
Из 4227 домашних хозяйств в 30,0 % — воспитывали детей в возрасте до 18 лет, 44,6 % представляли собой совместно проживающие супружеские пары, в 15,4 % семей женщины проживали без мужей, 35,4 % не имели семей. 30,3 % от общего числа семей на момент переписи жили самостоятельно, при этом 11,9 % составили одинокие пожилые люди в возрасте 65 лет и старше. Средний размер домашнего хозяйства составил 2,40 человека, а средний размер семьи — 3,00 человека.
Население по возрастному диапазону по данным переписи 2000 года распределилось следующим образом: 25,0 % — жители младше 18 лет, 11,4 % — между 18 и 24 годами, 24,2 % — от 25 до 44 лет, 23,1 % — от 45 до 64 лет и 16,3 % — в возрасте 65 лет и старше. Средний возраст жителей составил 37 лет. На каждые 100 женщин в Силвер-Сити приходилось 91,0 мужчина, при этом на каждые 100 женщин 18 лет и старше приходилось 85,7 мужчин также старше 18 лет.
Средний доход на одно домашнее хозяйство составил 25 881 доллар США, а средний доход на одну семью — 31 374 доллара. При этом мужчины имели средний доход в 28 476 долларов США в год против 18 434 долларов среднегодового дохода у женщин. Доход на душу населения составил 13 813 долларов в год. 17,7 % от всего числа семей в городе и 21,9 % от всей численности населения находилось на момент переписи населения за чертой бедности, при этом 29,2 % из них были моложе 18 лет и 10,0 % — в возрасте 65 лет и старше.

## Образование
В Силвер-Сити насчитывается 5 начальных школ (Elementary schools), одна средняя школа (Middle school), три высшие (старшие) школы (High schools) и 6 частных школ. В городе также расположен 
Университет Западного Нью-Мексико.

## Транспорт
Аэропорт
- Аэропорт округа Грант[англ.], расположен в 16 км к юго-востоку от Силвер-Сити

Главные автомагистрали
- US 180
- State Road 90

## Достопримечательности
- Национальный монумент «Скальные жилища в долине Хила»
- Парк «Город скал» (City of Rocks State Park) — область интересных скальных образований, созданных в результате вулканических извержений

## Фотогалерея

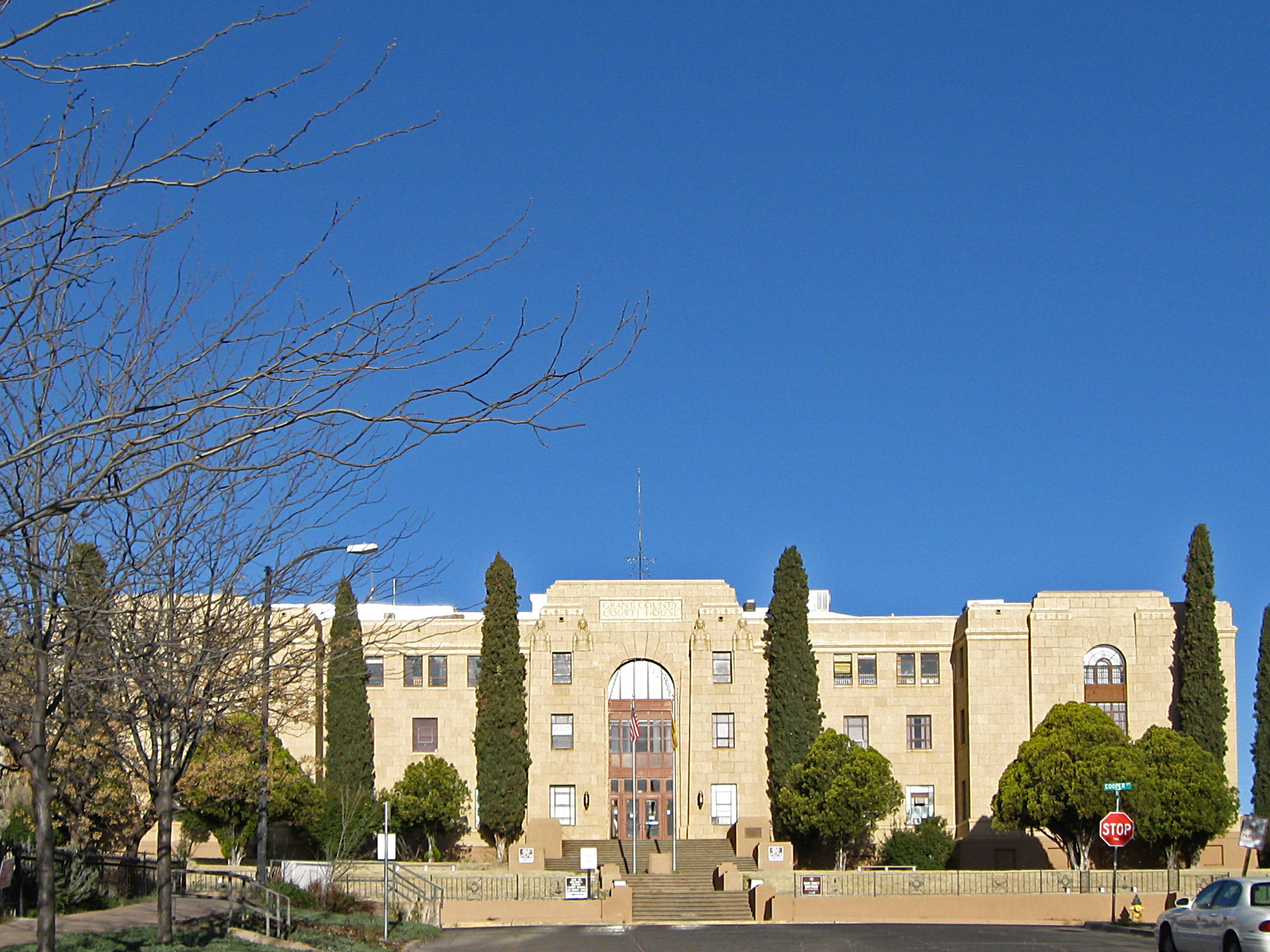
Здание окружного суда
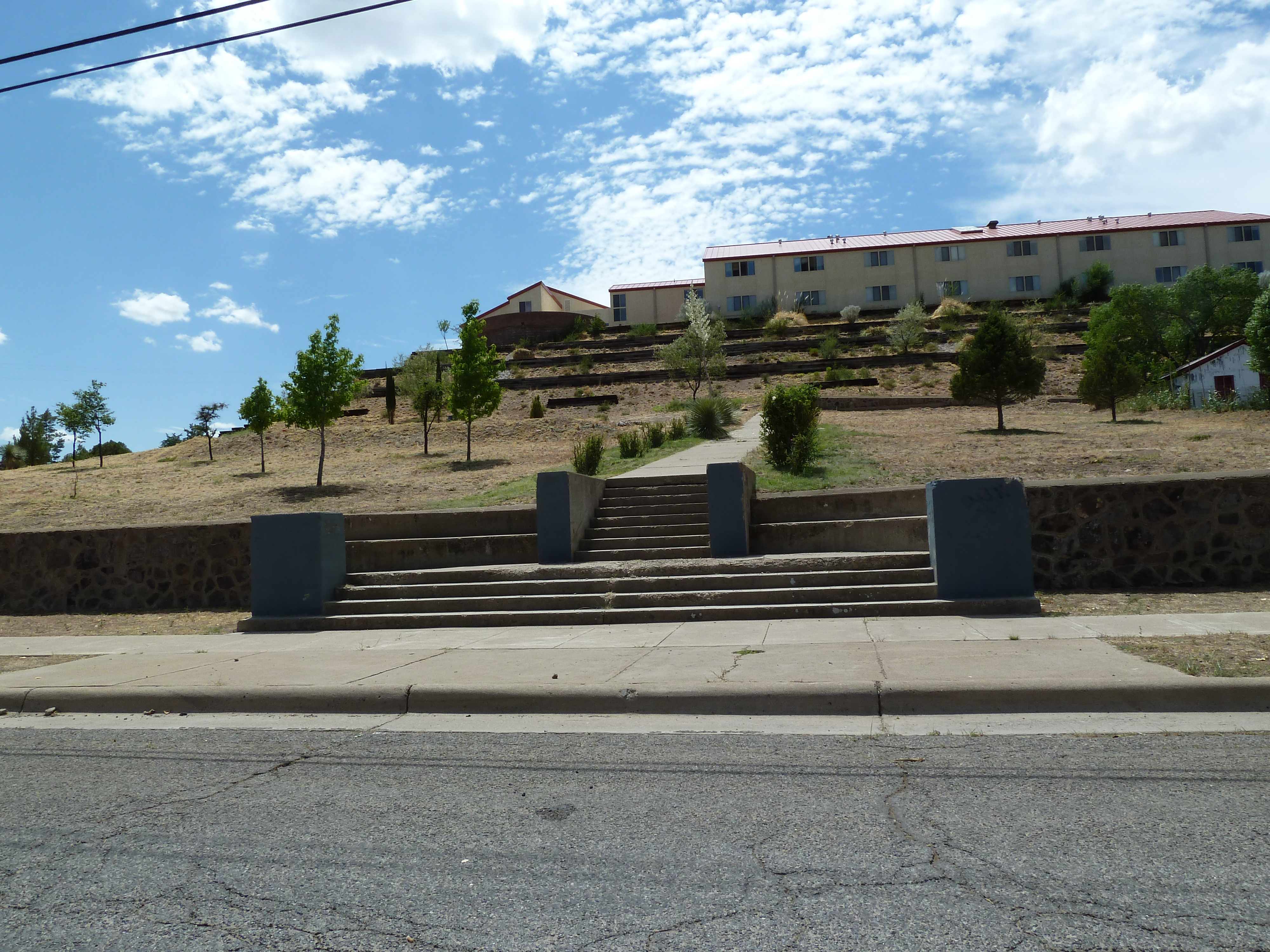
Общежитие университета (бывшая Western High School)
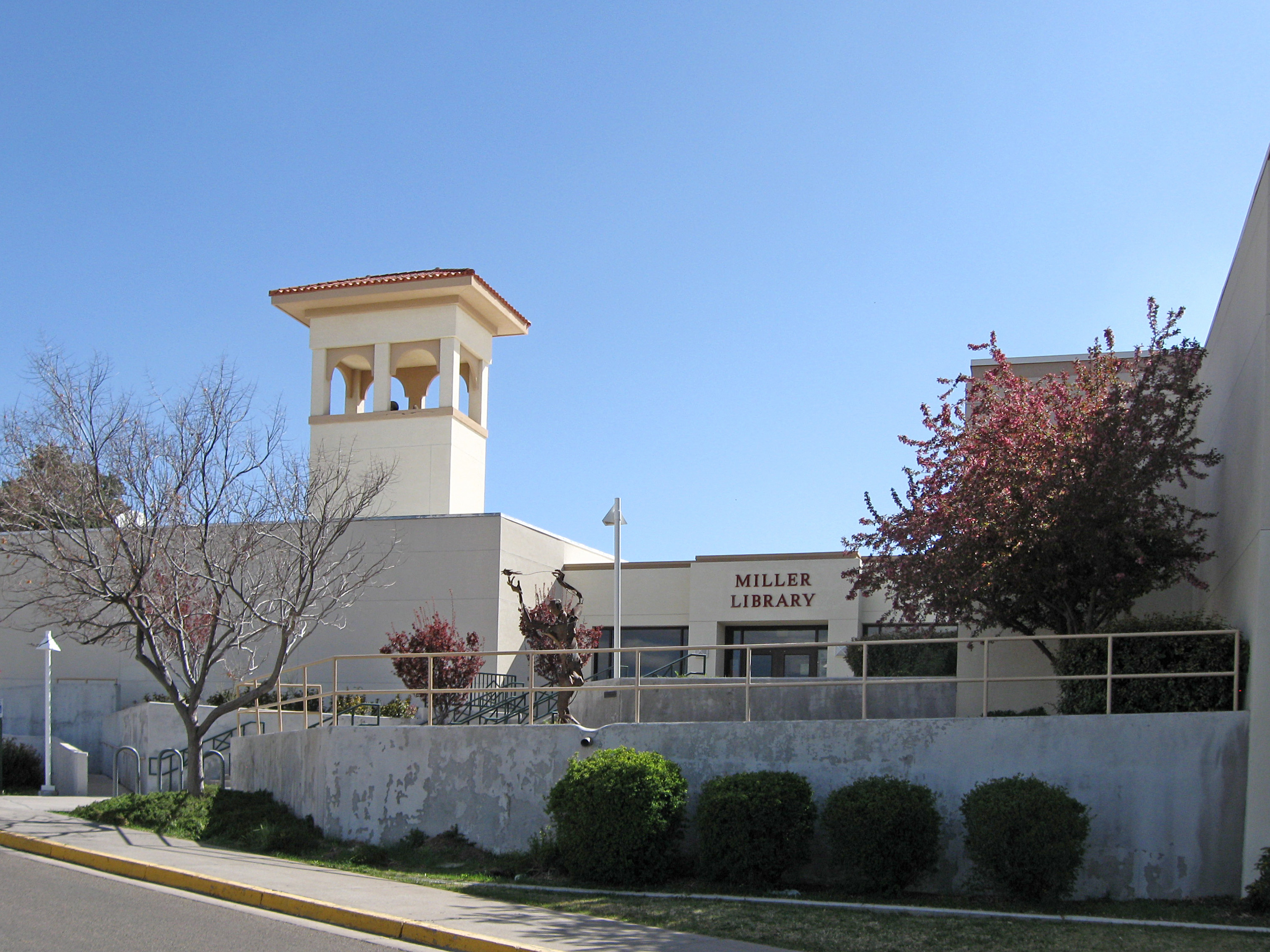
Университетская библиотека Клойда Миллера
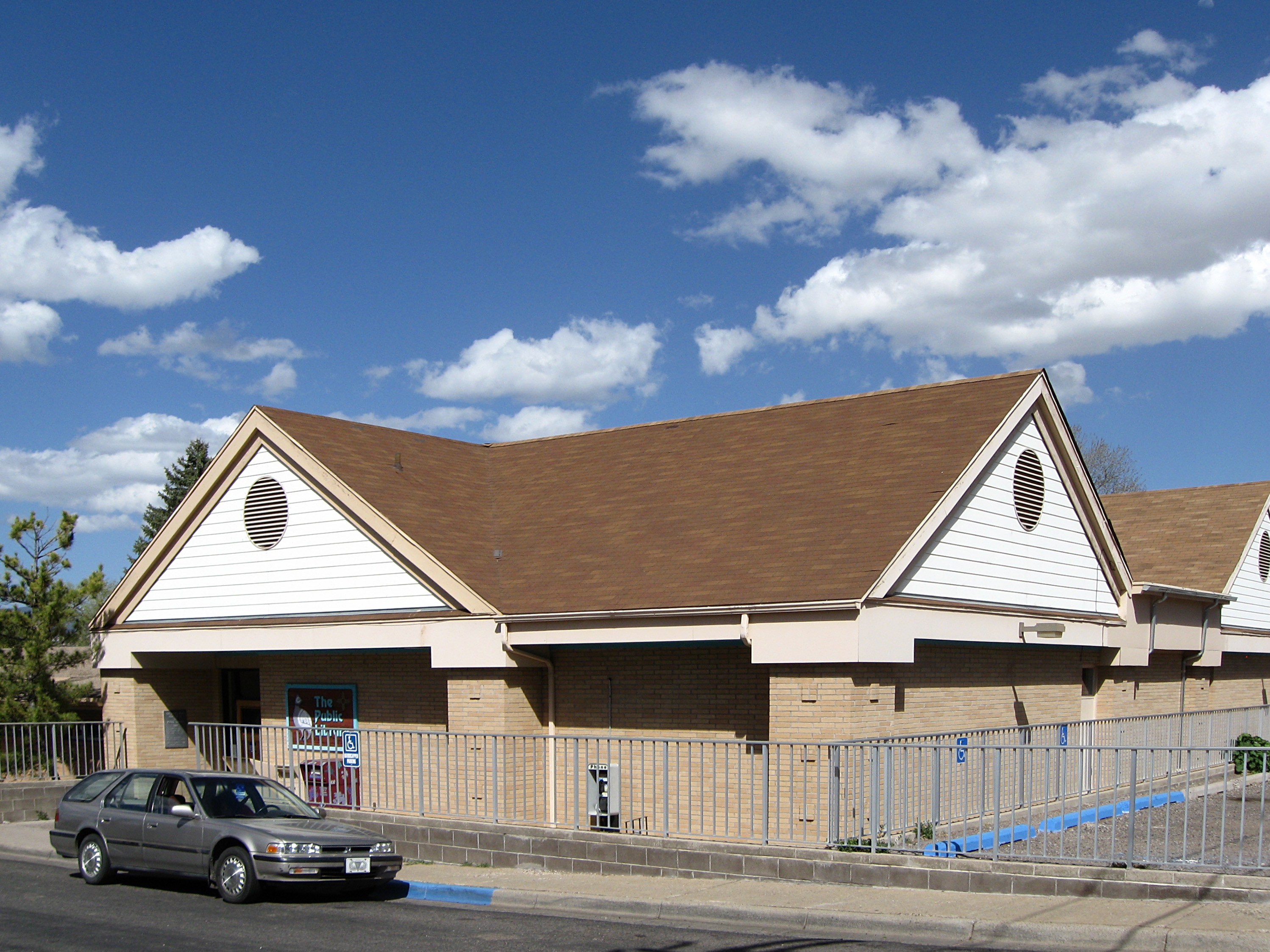
Публичная библиотека
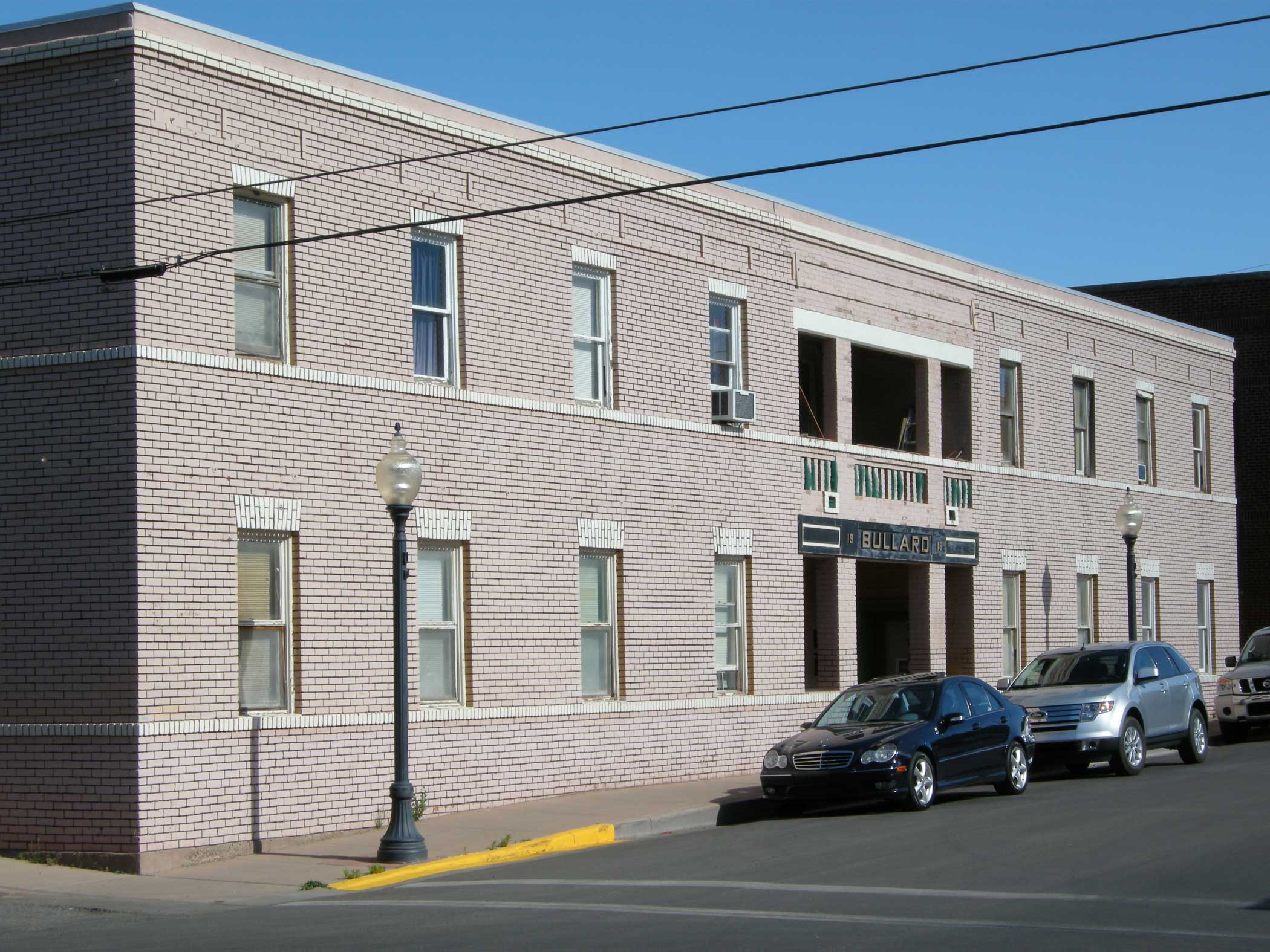
Отель Bullard